# Ronde van Italië 2010/Eenentwintigste etappe
De eenentwintigste etappe van de Ronde van Italië 2010 werd verreden op 30 mei 2010. Het is een individuele tijdrit over 15,3 km in Verona. De winnaar werd de Zweedse tijdrit specialist Gustav Erik Larsson. Ivan Basso behielt de leiders trui en won daardoor voor de tweede keer de Giro.

## Uitslagen
| Uitslag etappe | Uitslag etappe       | Uitslag etappe | Uitslag etappe |
| rang           | renner               | land           | tijd           |
| -------------- | -------------------- | -------------- | -------------- |
| 1              | Gustav Erik Larsson  | SWE            | 20' 19         |
| 2              | Marco Pinotti        | ITA            | + 02"          |
| 3              | Aleksandr Vinokoerov | KAZ            | + 17"          |
| 4              | Cadel Evans          | AUS            | + 22"          |
| 5              | Vincenzo Nibali      | ITA            | + 23"          |
| 6              | Ignatas Konovalovas  | LTU            | z.t.           |
| 7              | Bradley Wiggins      | GBR            | + 29"          |
| 8              | Cameron Meyer        | AUS            | +32"           |
| 9              | Michele Scarponi     | ITA            | +35"           |
| 10             | Tom Stamsnijder      | NED            | +37"           |

| Algemeen klassement | Algemeen klassement  | Algemeen klassement | Algemeen klassement              | Algemeen klassement |
| rang                | renner               | land                | ploeg                            | tijd                |
| ------------------- | -------------------- | ------------------- | -------------------------------- | ------------------- |
|                     | Ivan Basso           | ITA                 | Liquigas-Doimo                   | 87u 44' 01"         |
| 2                   | David Arroyo         | ESP                 | Caisse d'Epargne                 | + 01' 51"           |
| 3                   | Vincenzo Nibali      | ITA                 | Liquigas-Doimo                   | + 02' 37"           |
| 4                   | Michele Scarponi     | ITA                 | Diquigiovanni-Androni Giocattoli | + 02' 50"           |
| 5                   | Cadel Evans          | AUS                 | BMC Racing Team                  | + 03' 27"           |
| 6                   | Aleksandr Vinokoerov | KAZ                 | Astana                           | + 07' 06"           |
| 7                   | Richie Porte         | AUS                 | Team Saxo Bank                   | + 07' 22"           |
| 8                   | Carlos Sastre        | ESP                 | Cervélo                          | + 09' 39"           |
| 9                   | Marco Pinotti        | ITA                 | Team HTC-Columbia                | + 14' 20"           |
| 10                  | Robert Kiserlovski   | CRO                 | Liquigas-Doimo                   | + 14' 51"           |

## Nevenklassementen
| Puntenklassement | Puntenklassement     | Puntenklassement | Puntenklassement | Puntenklassement |
| rang             | renner               | land             | ploeg            | punten           |
| ---------------- | -------------------- | ---------------- | ---------------- | ---------------- |
|                  | Cadel Evans          | AUS              | BMC Racing Team  | 150              |
| 2                | Aleksandr Vinokoerov | KAZ              | Astana           | 128              |
| 3                | Vincenzo Nibali      | ITA              | Liquigas-Doimo   | 116              |

| Bergklassement | Bergklassement | Bergklassement | Bergklassement        | Bergklassement |
| rang           | renner         | land           | ploeg                 | punten         |
| -------------- | -------------- | -------------- | --------------------- | -------------- |
|                | Matthew Lloyd  | AUS            | Omega Pharma-Lotto    | 56             |
| 2              | Ivan Basso     | ITA            | Liquigas-Doimo        | 41             |
| 3              | Johann Tschopp | SUI            | Bbox Bouygues Télécom | 38             |

| Jongerenklassement | Jongerenklassement | Jongerenklassement | Jongerenklassement | Jongerenklassement |
| rang               | renner             | land               | ploeg              | tijd               |
| ------------------ | ------------------ | ------------------ | ------------------ | ------------------ |
|                    | Richie Porte       | AUS                | Team Saxo Bank     | 87u51'23"          |
| 2                  | Robert Kiserlovski | CRO                | Liquigas-Doimo     | +7'29"             |
| 3                  | Bauke Mollema      | NED                | Rabobank           | +12'19"            |

| Ploegenklassement | Ploegenklassement | Ploegenklassement | Ploegenklassement | Ploegenklassement |
| rang              | ploeg             | land              | tijd              |                   |
| ----------------- | ----------------- | ----------------- | ----------------- | ----------------- |
|                   | Liquigas-Doimo    | ITA               | 262u04'40"        |                   |
| 2                 | Rabobank          | NED               | +24'21"           |                   |
| 3                 | Caisse d'Epargne  | ESP               | +1u05'55"         |                   |

1e etappe ·
2e etappe ·
3e etappe ·
4e etappe ·
5e etappe ·
6e etappe ·
7e etappe ·
8e etappe ·
9e etappe ·
10e etappe ·
11e etappe ·
12e etappe ·
13e etappe ·
14e etappe ·
15e etappe ·
16e etappe ·
17e etappe ·
18e etappe ·
19e etappe ·
20e etappe ·
21e etappe
Startlijst · Eindstanden · Afbeeldingen